# Nick Castle

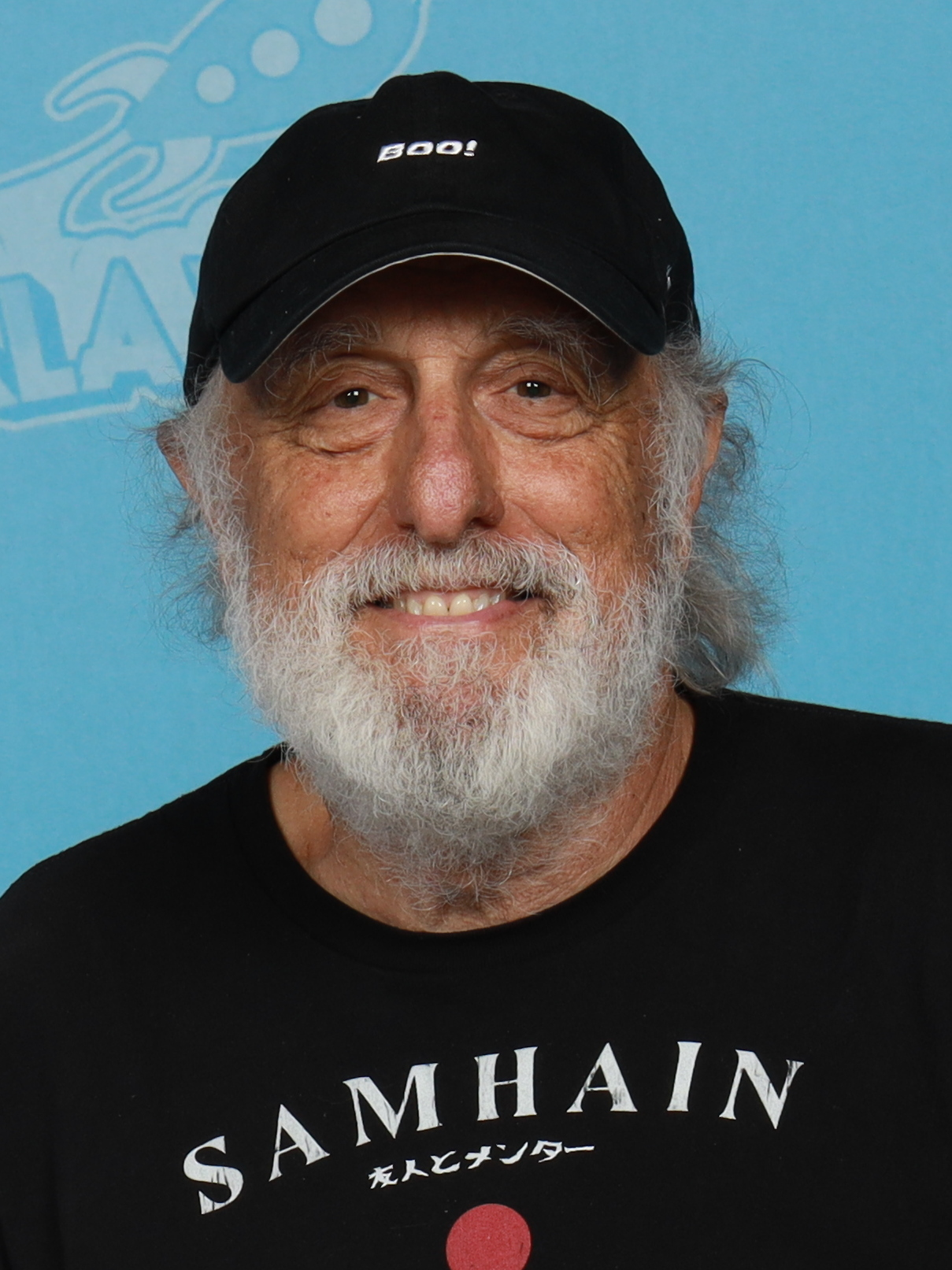
Nick Castle (2024)

Nick Castle (eigentlich Nicholas Charles Castle Junior; * 21. September 1947 in Los Angeles, Kalifornien) ist ein US-amerikanischer Schauspieler, Drehbuchautor und Regisseur.

## Leben
Bekannt wurde Castle insbesondere durch seine Rolle als Michael Myers in John Carpenters Horrorfilm Halloween – Die Nacht des Grauens von 1978. Castle hatte auch nach Halloween einen kurzen Auftritt im Carpenter-Film Die Klapperschlange. 2010 stand er für die Dokumentation Halloween: The Inside Story des philippinischen Filmemachers Nick Noble vor der Kamera.
Als Drehbuchautor war er unter anderem an dem 1981 entstandenen Film Die Klapperschlange beteiligt und schrieb das Drehbuch für das Musicaldrama Der Klang des Herzens. Castle erhielt für das 1986 gedrehte Drama Der Knabe, der fliegen konnte eine Nominierung für den Saturn Award in der Kategorie Bestes Drehbuch. Zudem gewann er den Bronze Gryphon für Milo – Die Erde muss warten (2001) und den Grand Prize des Regional Council für Starfight. 2018 spielte Castle in Halloween erneut Michael Myers, seine erste Filmrolle seit 1986 anlässlich des 40-jährigen Jubiläums der Halloween-Filmreihe.

## Filmografie (Auswahl)
Regie
- 1982: T.A.G. – Das Killerspiel (Tag: The Assassination Game)
- 1984: Starfight (The Last Starfighter)
- 1986: Der Knabe, der fliegen konnte (The Boy Who Could Fly)
- 1987: Unglaubliche Geschichten (Amazing Stories, Fernsehserie, eine Folge)
- 1989: Tap Dance (Tap)
- 1990: Shangri-La Plaza (Fernsehfilm)
- 1993: Dennis (Dennis the Menace)
- 1995: Auf Kriegsfuß mit Major Payne (Major Payne)
- 1996: Mr. Wrong – Der Traummann wird zum Alptraum (Mr. Wrong)
- 2001: Milo – Die Erde muss warten (Delivering Milo, Fernsehfilm)
- 2001: Wenn der Weihnachtsmann persönlich kommt (Twas the Night, Fernsehfilm)
- 2004: The Seat Filler (Fernsehfilm)
- 2006: Connors’ War (Fernsehfilm)

Darsteller
- 1974: Dark Star – Finsterer Stern (Dark Star)
- 1978: Halloween – Die Nacht des Grauens (John Carpenter’s Halloween)
- 1981: Die Klapperschlange (John Carpenter’s Escape from New York)
- 1986: Der Knabe, der fliegen konnte (The Boy Who Could Fly)
- 2018: Halloween
- 2021: Halloween Kills
- 2022: Halloween Ends

Drehbuch
- 1970: The Resurrection of Broncho Billy (Kurzfilm)
- 1981: Die Klapperschlange (John Carpenter’s Escape from New York)
- 1982: T.A.G. – Das Killerspiel (Tag: The Assassination Game)
- 1989: Tap Dance (Tap)
- 1991: Hook
- 2007: Der Klang des Herzens (August Rush)